# Schönberg/Bitzius
Schönberg/Bitzius ist ein Quartier der Stadt Bern. Es gehört zu den 2011 bernweit festgelegten 114 gebräuchlichen Quartieren und liegt im Stadtteil IV Kirchenfeld-Schosshalde, dort im statistischen Bezirk Schosshalde. Es grenzt an die Quartiere Rosengarten, Beundenfeld/Baumgarten, Schönberg-Ost, Wyssloch und Schosshalde/Obstberg.
Im Jahr 2022 lebten im gebräuchlichen Quartier 959 Personen, davon 829 Schweizer und 130 Ausländer.
Den Namen Schönberg trug ein Landgut an der Laubeggstrasse 40, dessen Name den Hügel des «Hochgerichts untenaus» bezeichnet. Bis 1817 stand hier der Galgen auf dem höchsten Punkt des Hügels im Schönberg-Gut. Bei Grabungen vor dem Neubau in Schönberg-Ost konnte dieser Ort dort gefunden werden.
1943 kam Schönberg an die Einwohnergemeinde Bern. Der Schönberg hiess im 19. Jahrhundert auch Lerberhübeli.
Bitzius ist der Name des Schulhauses, einer Tagesschule, einer Kita und einer Strasse im Quartier, benannt nach Albert Bitzius, einem Schweizer Pfarrer und Schriftsteller, der unter dem Pseudonym Jeremias Gotthelf (1797–1854) bekannt wurde. Bitzius hat sich zeitlebens für die Verbesserung des bernischen Schulwesens eingesetzt.
Das Bitzius-Schulhaus entstand in den Jahren 1909 bis 1911 als repräsentativer monumentaler Schulpalast. 1927 wurde auf der Nordseite der Turnhallentrakt angebaut. Damit der Schulbetrieb aufrechterhalten werden konnte, erfolgte eine notwendige Sanierung in fünf Etappen 1997 bis 2001. 2017 ersetzte eine neue unterirdische Doppelturnhalle die alte. Die Tagesschule Bitzius gibt es seit 2005, und sie war ebenfalls im Schulhaus untergebracht. Seit 2017 hat sie einen neuen Standort.
Nördlich des Haspelwegs befindet sich der Schönbergpark. Die Wohnbebauung besteht aus einzeln stehenden Ein- und Mehrfamilienhäusern.
Die städtischen Buslinien 10 und 12 verbinden mit dem Zentrum.